# Pit Kroke

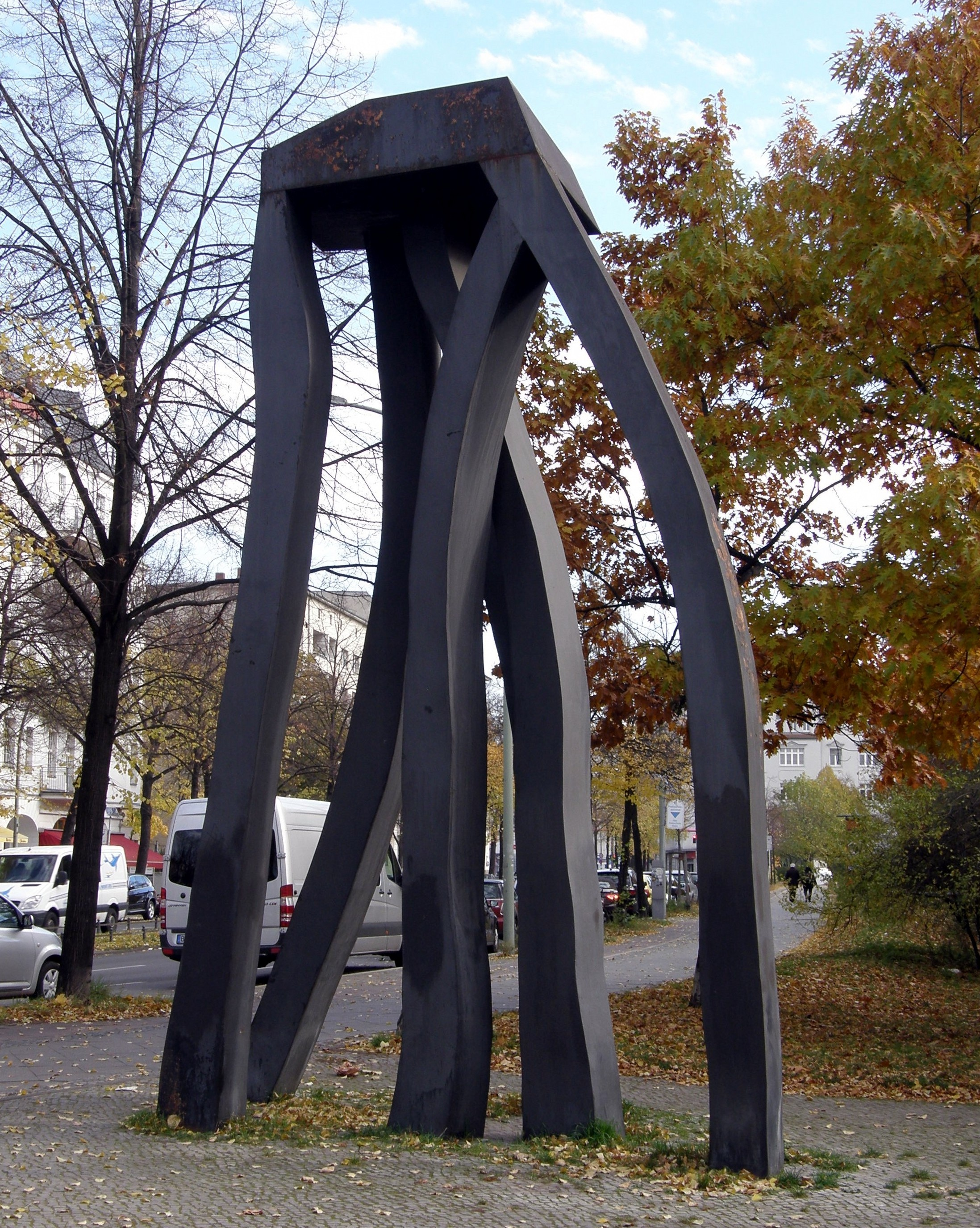
Skulptur „Lenz 92“ auf dem Olivaer Platz in Berlin

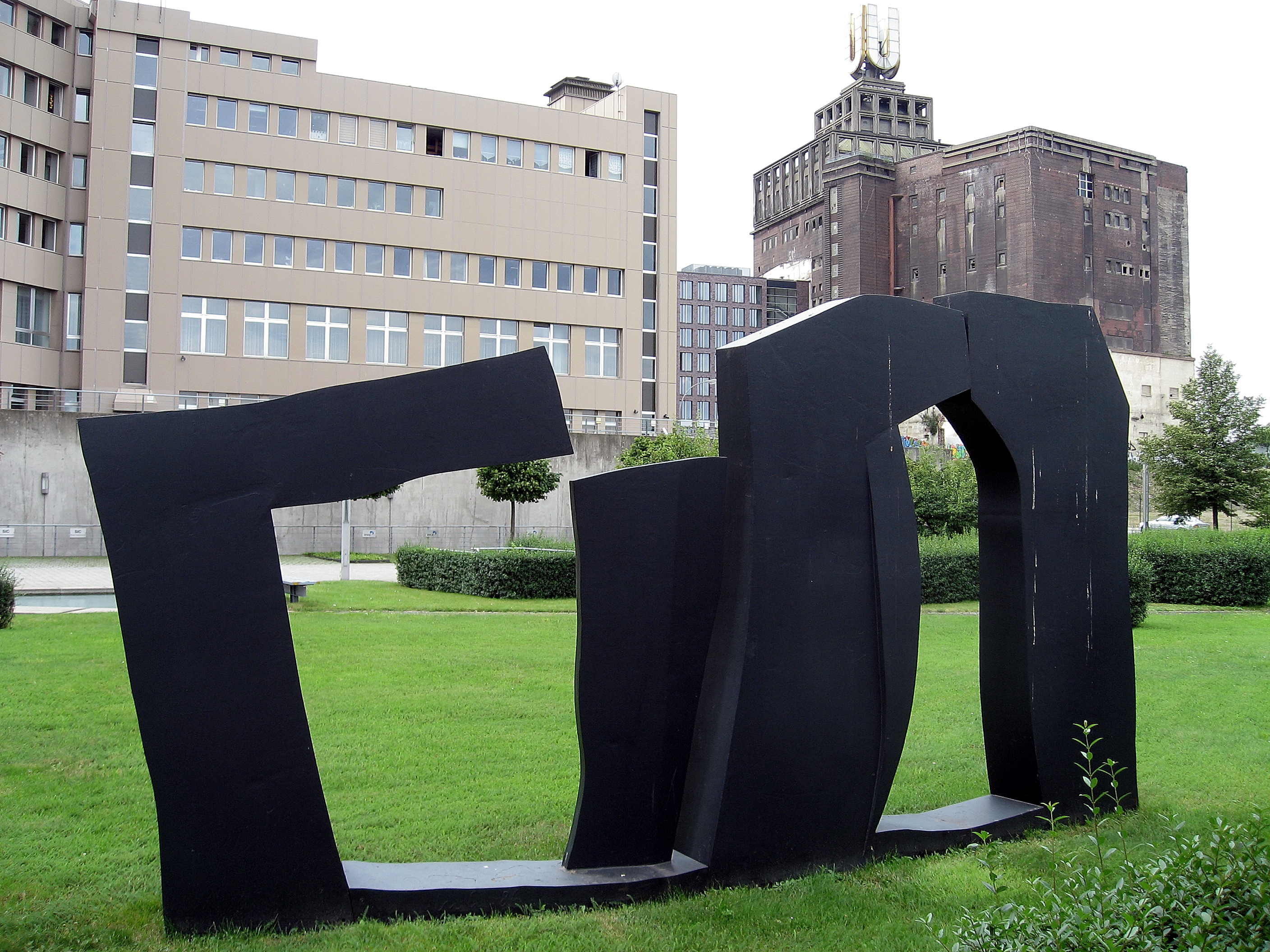
Dortmund, Harenberg-Haus, Garten, Lonos, Stahl gestrichen, 1986

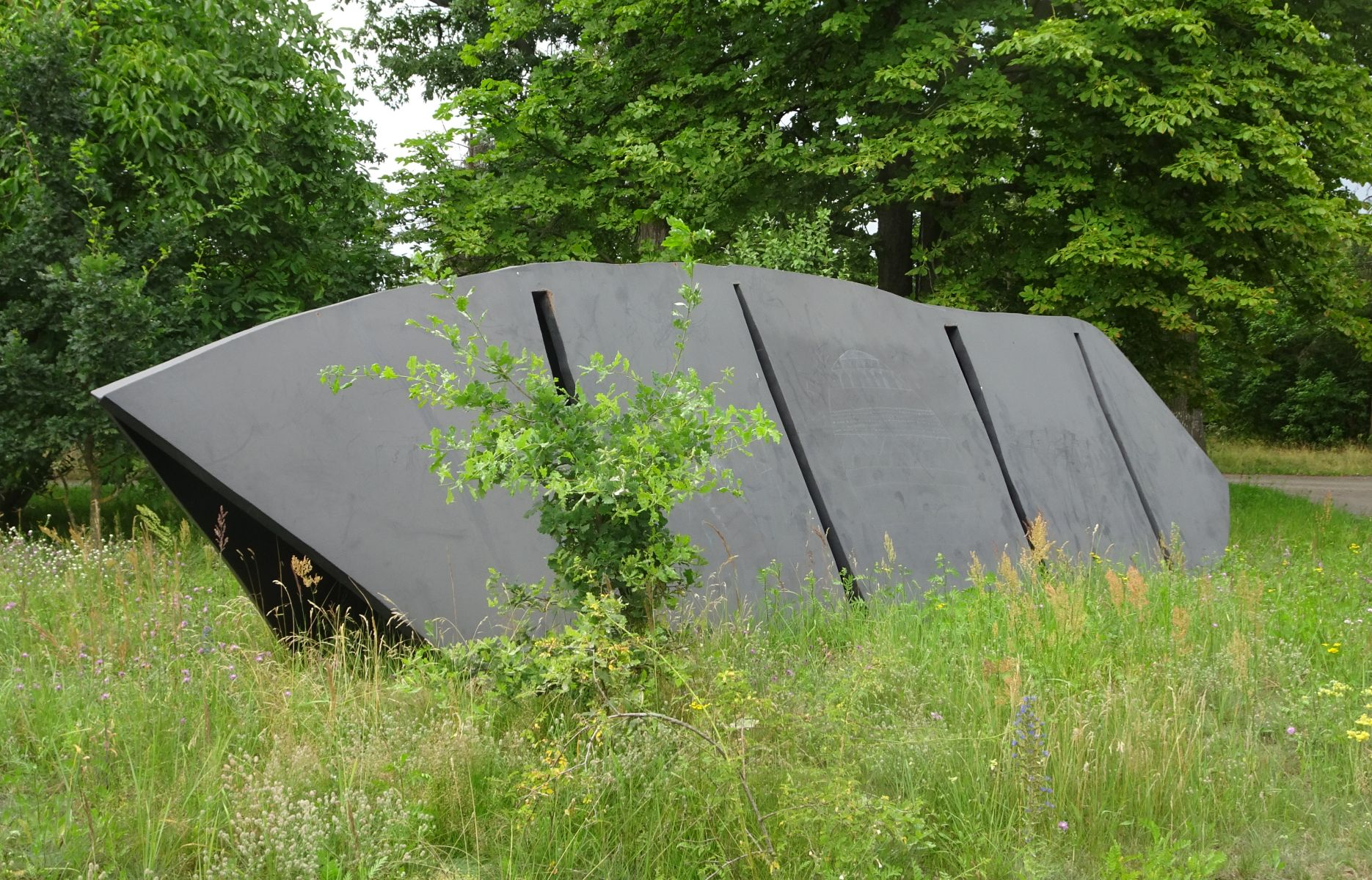
Skulptur „Die Arche“ in Pritzen, 1993

Rolf-Peter „Pit“ Kroke (* 1. März 1936 in Fürstenwalde/Spree; † 1. November 2016) war ein bildender Künstler, der vor allem durch auffällige Stahlskulpturen im öffentlichen Raum bekannt wurde. Seine Werke finden sich auf öffentlichen Plätzen in New York und Bologna, aber auch in deutschen Städten. Bekannt ist auch die „Geschichtswand“ im Willy-Brandt-Haus, mit der Kroke großformatig auf 180 m² in 32 Einzelobjekten die Geschichte der Sozialdemokratie darstellt. Vor dem Hintergrund eines Fotos von der Maueröffnung werden hier unter anderem Standbilder aus Fernsehberichten und andere Objekte gezeigt.
Pit Kroke studierte zunächst experimentelle Fotografie in Berlin, arbeitete aber auch als Maler, Bildhauer und Grafiker. Der Künstler, der zeitweilig auf Sardinien lebte, wohnte seit 1992 in Berlin. Die Beisetzung Krokes erfolgte auf dem Waldfriedhof Zehlendorf, Potsdamer Chaussee 75.

## Ausstellungen
- 1986: Galleria „Nuova 2000“, Bologna – 5 Skulpturen in der Altstadt von Bologna
- 1987: Galleria „arte duchamp“,
- 1987: Skulptur BOS auf der Piazza Della Costituzione, Bologna
- 1989: Galleria „Il Millennio“, Rom
- 1989: Galleria D’ Arte Moderna, Villa Delle Rose, Bologna
- 1990: Skulpturenmeile Innenstadt München – 18 große Skulpturen im öffentlichen Raum
- 1990: Duisburg, Wilhelm Lehmbruck Museum
- 1991: Skulptur KEANAA in Essen
- 1991: Galleria „Il Millennio“, Rom
- 1991: Eröffnungsausstellung Goethe-House, New York C.
- 1991: Sprengel Museum, Hannover
- 1992: Skulptur TIKO vor dem Queens Museum, New York C.
- 1992: Skulptur GOT in Hannover
- 1993: Galerie Pabst, Frankfurt/Main
- 1993: Galerie Tammen & Busch, Berlin
- 1994: Skulpturen-Projekt „STADTZEICHEN“, Altes Museum, Berlin
- 1994: Neuer Sächsischer Kunstverein, Dresden
- 1994: Stadthaus Ulm, Münsterplatz, Ulm
- 1995: Galerie Utermann im Skulpturenpark Harenberg-Haus und Galerie Tammen & Busch

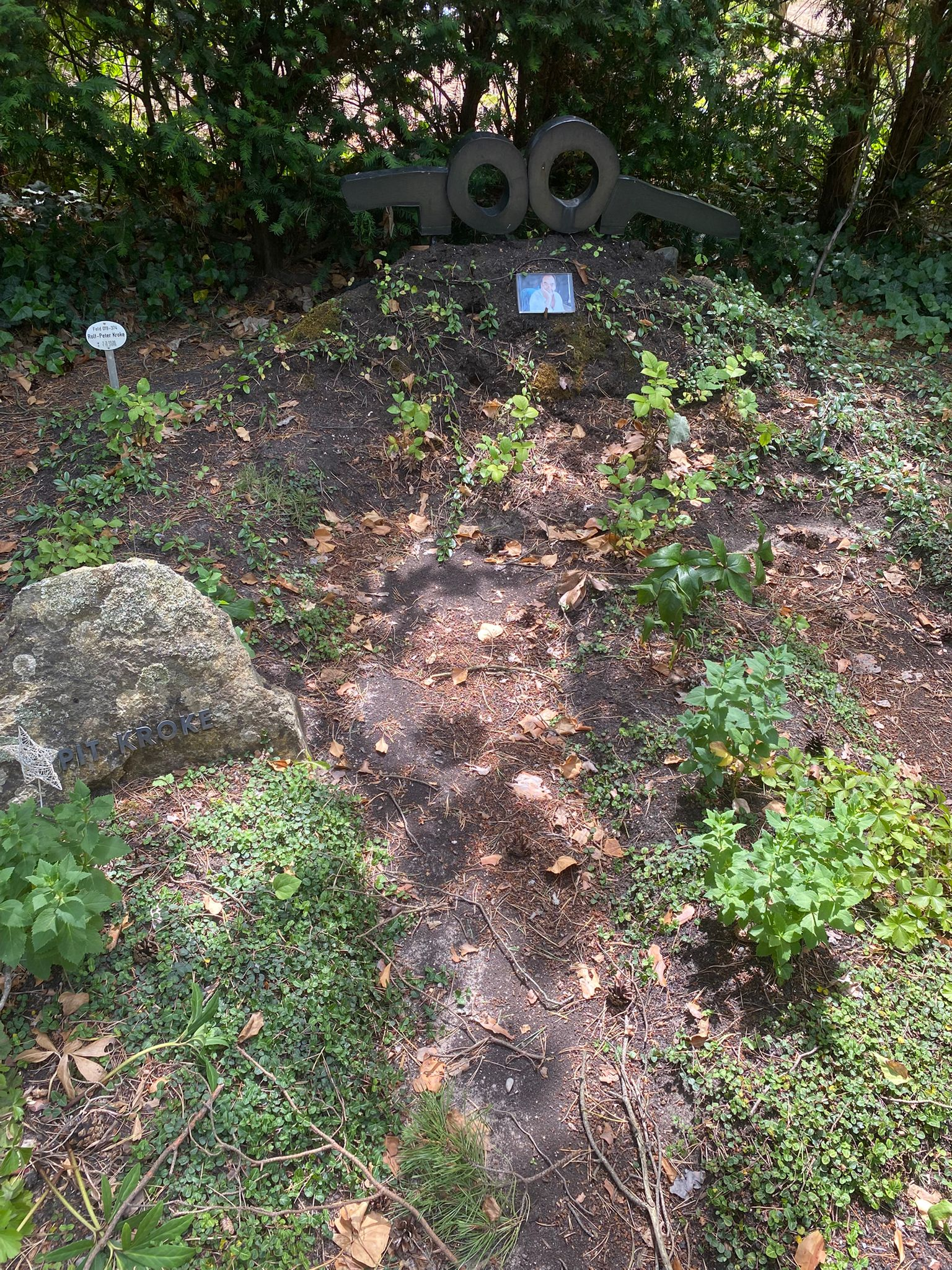
Grabstätte auf dem Waldfriedhof Zehlendorf

- 1995: 7 große Skulpturen im Skulpturenpark Harenberg City Center, Dortmund
- 1995: Skulptur GRAN GOLAR im Sculpture Garden der Teutloff Collection an der Brock University, St. Catherines
- 1996: Städtisches Kulturzentrum EXMÀ, Cagliari
- 1996: Skulptur LENZ in den Hackeschen Höfen, Berlin
- 1997: „Zeitenwende“ im Harenberg City Center, Dortmund
- 1997: Architekturgalerie AEDES East, Berlin
- 1997: Galerie Tammen & Busch, Berlin
- 1998: Aufstellung der Skulptur LENZ am Olivaer Platz, Berlin
- 2003: Akademie der Künste Berlin vom 7. Juni bis 14. September 2003
- 2007: Was ist Plastik? 100 Jahre – 100 Köpfe, Wilhelm Lehmbruck Museum, (unter anderen Künstlern)